# Daan Breeuwsma
Daan Breeuwsma est un patineur de vitesse sur piste courte néerlandais.

## Biographie
Il pratique d'abord le patinage de vitesse, puis quand il a dix ans, son entraîneuse, Kosta Poltavets, lui recommande de commencer le short-track en raison de son talent pour les virages.
Il est en couple avec la patineuse de vitesse sur piste courte néerlandaise Rianne de Vries.

## Carrière

### Débuts internationaux
En 2014, l'équipe néerlandaise remporte le relais du 5000 mètres en Championnats du monde.
Aux Championnats d'Europe 2016, l'équipe néerlandaise remporte le relais du 5000 mètres. Dépendant des médicaments anti-douleurs qu'il prend pour un problème de tendon au genou, il choisit de se faire opérer après la compétition. Cela l'empêche de participer aux Championnats du monde de 2016. 

### Olympiade de Pyeongchang
Début 2017, Breeuwsma remporte le 5000m relais au championnat du monde de patinage de vitesse sur piste courte 2017 à Rotterdam, avec Dennis Visser, Itzhak de Laat et Sjinkie Knegt.
La Coupe du monde de patinage de vitesse sur piste courte 2017-2018 sert de qualifications aux épreuves de patinage de vitesse sur piste courte aux Jeux olympiques de 2018. À la deuxième manche de la coupe du monde, à Dordrecht, l'équipe néerlandaise remporte la médaille d'argent du 5000 mètres relais. L'équipe est constituée de Breeuwsma et de Sjinkie Knegt, Itzhak de Laat et Dylan Hoogerwerf.
En janvier 2018, il remporte les championnats nationaux néerlandais.

### Mondiaux de 2021
Aux Championnats du monde de patinage de vitesse sur piste courte 2021 à Dordrecht, il est médaillé d'or en relais.